# St. Clair megye (Illinois)
St. Clair megye az Amerikai Egyesült Államokban, azon belül Illinois államban található. Megyeszékhelye és legnagyobb városa Belleville. Lakosainak száma 257 400 fő (2020. április 1.). St. Clair megye Madison, Randolph, Monroe, Clinton, Washington, Saint Louis és Saint Louis megyékkel határos.

## Népesség
A megye népességének változása:
| Lakosok száma | 270 420 | 270 118 | 268 714 | 266 955 | 264 052 | 257 400 |
|               | 2010    | 2011    | 2012    | 2013    | 2015    | 2020    |